# William deVry
William "Will" deVry Simard es un actor canadiense conocido por haber interpretado a Michael Cambias en la serie All My Children, a Tim Dolan en la serie Port Charles a Storm Logan en la serie The Bold and the Beautiful y actualmente por interpretar a Julian Álvarez [la araña] en la serie Torrente.

## Biografía
Es hijo de Diane Simard.
Su bisabuelo paterno fue el doctor Herman A. DeVry, quien fundó la Universidad DeVry en Chicago, Illinois.
Desde el 2007 William sale con la actriz Rebecca Staab.

## Carrera
William apareció en un comercial para la televisión de "Porsche Cayenne".
En 1997 apareció por segunda vez como personaje invitado en la serie The Outer Limits donde dio vida a Ben, previamente había aparecido por primera vez en la serie en 1996 donde interpretó a un barman durante el episodio "Inconstant Moon" y posteriormente apareció por tercera vez en el 2000 ahora dando vida a Craig Swenson en "Breaking Point".
En 1998 se unió al elenco recurrente de la serie Earth: Final Conflict donde interpretó al abogado Joshua Doors, el hijo de Jonathan Doors (David Hemblen) hasta el 2000.
En 1999 interpretó al reportero norteamericano Edward "Ned" T. Malone en la película The Lost World. También apareció en la serie The Lost World donde interpretó a Ned durante los episodios pilotos de la serie, posteriormente el personaje de Ned fue interpretado por el actor David Orth durante el resto de la serie. 
Ese mismo año se unió al elenco recurrente de la serie Stargate SG-1 donde interpretó a Aldwin, un miembro de los Tok'ra hasta el 2002 después de que su personaje muriera luego de que Zipacna (Kevin Durand) atacara el planeta destruyendo la base de los Tok'ra. Así como en la serie Nothing Too Good for a Cowboy donde dio vida al oficial Leo Porter.
En el 2002 apareció en la serie Port Charles donde interpretó a Tim Dolan hasta el mismo año. 
El 23 de enero del 2003 se unió al elenco principal de la serie All My Children donde interpretó al arrogante Michael Cambias, el hijo de Alexander Cambias y Amelia Cambias, y hermano de Zach Slater, hasta el 2004. William regresó brevemente a la serie el 31 de enero del 2006, después de que su personaje fuera asesinado de un disparo en el abdomen en defensa propia por Bianca Montgomery (Eden Riegel) luego de que él intentara abusar nuevamente de ella.
En el 2006 se unió al elenco principal de la serie The Bold and the Beautiful donde interpretó a Stephen "Storm" Logan, Jr., el hijo de Stephen Logan (Patrick Duffy) y hermano mayor de Brooke Logan (Katherine Kelly Lang), Donna Logan (Jennifer Gareis) y Katherine "Katie" Logan (Heather Tom), hasta el 2008 y nuevamente en el 2012 después de que su personaje decidiera quitarse la vida para darle su corazón a su hermana Katie. Previamente Storm fue interpretado por los actores Ethan Wayne de 1987 a 1989 y de 1994 al 2003, y por Brian Patrick Clarke de 1990 a 1991.
En 2011 apareció en varios episodios de la serie Nikita donde interpretó a Patrick Miller, uno de los guardias de la División, hasta el 2012 después de que su personaje fuera asesinado por Nikita luego de clavarle un tubo de acero.
Ese mismo año se unió al elenco principal de la serie InSecurity donde interpretó a Peter McNeil, el director de la Agencia Nacional de Inteligencia y Seguridad Canadiense más conocida como "NISA".
El 30 de julio del 2013 se unió al elenco principal de la serie General Hospital donde interpreta a Julian Jerome, el hijo de Victor Jerome (Jack Axelrod), hermano de Olivia St. John (Tonja Walker), Ava Jerome (Maura West), Evan Jerome y Dino Antoinelli, y padre de Sam Morgan (Kelly Monaco) y Lucas Jones (Ryan Carnes) hasta ahora. Previamente Julian fue interpretado por el actor Jason Culp del 24 de febrero de 1988 a 1990.
Ese mismo año apareció en varios episodios de la serie Beauty and the Beast donde interpretó al doctor Sorenson, un miembro de Muirield, hasta ese mismo año después de que su personaje muriera en la explosión de la planta química creada por Vincent Keller (Jay Ryan) y J.T. Forbes (Austin Basis) para fingir la muerte del Vigilante.
En 2014 apareció como invitado en la serie Cedar Cove donde interpretó a Dick Turnbull, el compañero de negocios de Warren Saget (Brennan Elliott).
Ese mismo año apareció como invitado en la serie NCIS donde interpretó al teniente comandante D. Stone.

## Filmografía

### Series de televisión
| Año               | Título                         | Personaje        | Notas                             |
| ----------------- | ------------------------------ | ---------------- | --------------------------------- |
| 2013 - presente   | General Hospital               | Julian Jerome    | 332 episodios                     |
| 2014              | Cedar Cove                     | Dick Turnbull    | 2 episodios                       |
| 2014              | NCIS                           | Lt. D. Stone     | episodio "Kill Chain"             |
| 2013              | Hemlock Grove                  | Chin             | 4 episodios                       |
| 2013              | Castle                         | Dan Renner       | episodio "The Lives of Others"    |
| 2013              | Beauty and the Beast           | Dr. Sorenson     | 5 episodios                       |
| 2013              | Transporter: The Series        | Det. Ryder       | episodio "Give the Guy a Hand"    |
| 2011 - 2012       | Nikita                         | Patrick Miller   | 7 episodios                       |
| 2006 - 2008, 2012 | The Bold and the Beautiful     | Storm Logan      | 109 episodios                     |
| 2011              | InSecurity                     | Peter McNeil     | 23 episodios                      |
| 2011              | R.L. Stine's The Haunting Hour | Padre            | episodio "The Perfect Brother"    |
| 2006              | Godiva's                       | Garth Rutlidge   | 6 episodios                       |
| 2003 - 2004, 2006 | All My Children                | Michael Cambias  | 88 episodios                      |
| 2002              | The Twilight Zone              | Nick Janus       | episodio "Dead Man's Eyes"        |
| 2002              | Port Charles                   | Tim Dolan        | 2 episodios                       |
| 1999, 2001 - 2002 | Stargate SG-1                  | Aldwin           | 5 episodios                       |
| 2001              | So Weird                       | Policía Estatal  | episodio "The Great Incanto"      |
| 2000 - 2001       | Beggars and Choosers           | Brent Kallus     | 5 episodios                       |
| 1998 - 2000       | Earth: Final Conflict          | Joshua Doors     | 9 episodios                       |
| 2000              | Secret Agent Man               | Hicks            | episodio "Like Father, Like Monk" |
| 1999              | First Wave                     | Karl             | 2 episodios                       |
| 1999              | The Lost World                 | Ned Malone       | 2 episodios                       |
| 1999              | Cold Squad                     | Dr. Anthony Hart | episodio "Gavin MacInnis"         |
| 1999              | Nothing Too Good for a Cowboy  | Leo Porter       | 2 episodios                       |
| 1998              | Nash Bridges                   | Brian Hammond    | episodio "Special Delivery"       |
| 1997 - 1998       | The Outer Limits               | Ben              | 2 episodios                       |
| 1997              | Dead Man's Gun                 | Zane Forbes      | episodio "Fortune Teller"         |
| 1997              | Viper                          | Geoffrey Vollis  | episodio "Echo of Murder"         |
| 1996              | Poltergeist: The Legacy        | Kevin Sumner     | episodio "Do Not Go Gently"       |
| 1996              | The Sentinel                   | Sargento         | episodio "The Switchman"          |
| 1994              | SeaQuest DSV                   | Matthew          | episodio "Daggers"                |

### Películas
| Año  | Título                        | Personaje         | Notas |
| ---- | ----------------------------- | ----------------- | --- |
| 2012 | A Killer Among Us             | Oficial Drake     | junto a Tess Atkins, Tom Cavanagh, Boris Kodjoe, MacKenzie Porter, Anne Marie DeLuise y Alex Ferris            |
| 2011 | Three Weeks, Three Kids       | Brian Norton      | junto a Anna Chlumsky, Warren Christie, Chelah Horsdal, Tiera Skovbye, Sydney Stamler y Jakob Davies           |
| 2006 | Double Cross                  | Dean Swanson      | junto a Yancy Butler, Bruce Boxleitner, Laura Soltis, Lucia Walters y Barbara Niven                            |
| 2002 | Wildfire 7: The Inferno       | Scott             | junto a Tracey Gold, Alexander Walters, Ellen Dubin, Woody Jeffreys, Tahmoh Penikett y Joanna Cassidy          |
| 2002 | Dead in a Heartbeat           | John              | junto a Judge Reinhold, Penelope Ann Miller, Timothy Busfield, Fulvio Cecere, Matthew Walker y Jeffrey Ballard |
| 1999 | The Lost World                | Ned Malone        | junto a Peter McCauley, William Snow, Michael Sinelnikoff, Rachel Blakely, Brad McMurray y Jennifer O'Dell     |
| 1998 | The Long Way Home             | Adam              | junto a Jack Lemmon, Sarah Paulson, Kristin Griffith, Garwin Sanford, Rosemary Dunsmore y Peter Dvorsky        |
| 1998 | I Know What You Did           | Jeffrey Davenport | junto a Rosanna Arquette, Steven Eckholdt, Lochlyn Munro, Teryl Rothery, Garry Chalk y Fulvio Cecere           |
| 1997 | Convictions                   | Shane             | junto a Doug Abrahams, Cameron Bancroft, Blair Brown, Jan D'Arcy, Mark Gibbon y Rochelle Greenwood             |
| 1997 | Volcano: Fire on the Mountain | David             | junto a Dan Cortese, Cynthia Gibb, Brian Kerwin, Don S. Davis, Lynda Boyd y Colin Cunningham                   |

### Presentador
| Año | Programa    | Notas       |
| --- | ----------- | ----------- |
| -   | Best Bottle | presentador |

### Apariciones
| Año  | Programa                      | Notas                               |
| ---- | ----------------------------- | ----------------------------------- |
| 2014 | Going to Bed with Terri Ivens | episodio "William DeVry" - invitado |
| 2003 | SoapTalk                      | 2 episodios - invitado              |

## Premios y nominaciones
| Año  | Categoría                                      | Premio             | Serie           | Resultado |
| ---- | ---------------------------------------------- | ------------------ | --------------- | --------- |
| 2004 | Outstanding Supporting Actor in a Drama Series | Daytime Emmy Award | All My Children | Nominado  |